# Rugathodes madeirensis
Rugathodes madeirensis là một loài nhện trong họ Theridiidae.
Loài này thuộc chi Rugathodes. Rugathodes madeirensis được Jörg Wunderlich miêu tả năm 1987.